# Cidade Ariston
Cidade Ariston (também chamado de Cidade Ariston Estela Azevedo ou CAEA) é um bairro localizado na sub-região Oeste da cidade de Carapicuíba, localizada na Região Metropolitana de São Paulo.

## Transportes
A região é atendida por linhas das viações ETT Carapicuíba(que faz linhas municipais, em linhas circulares, com ligação aos bairros Centro, Cohab e Jardim São Daniel e a linha intermunicipal 528 Cidade Ariston/Alphaville,esta última operada em conjunto com a Viação Osasco), Grupo Del Rey (municipais e intermunicipais para a região de (Barueri/Santana de Parnaíba)Alphaville) e Viação Osasco (Apenas intermunicipal, a linha 283 Cidade Ariston/Vila Yara e a linha 528 Cidade Ariston/Alphaville,esta última operada em conjunto com a ETT Carapicuíba).

### Principais vias do bairro
- Avenida Comendador Dante Carraro]: Liga o bairro e o Cemitério Municipal de Carapicuíba ao Centro
- Avenida Vitório Fornazaro: Liga o bairro e todos os bairros de divisa de Carapicuíba com Barueri à Avenida Deputado Emílio Carlos e à Estação Antônio João da Linha 8 do Trem Metropolitano de São Paulo
- Avenida Marginal: Liga a parte sul do bairro à Avenida Rui Barbosa e à Vila Cretti